# تشارلز إتش ليندساي
تشارلز إتش ليندساي (بالإنجليزية: Charles H. Lindsey)‏ هو عالم حاسوب ومهندس بريطاني، ولد في 1950.